# Myrmekiaphila neilyoungi
Myrmekiaphila neilyoungi — вид мігаломорфних павуків з родини Cyrtaucheniidae, названий на честь канадського співака Ніла Янга. Довжина головогрудей дорослих самок — 6,2-7,8 мм, самців — 7,2-8,0 мм. Засадні хижаки, що зустрічаються в вистелених павутиною норках. Широко поширені на території штату Алабама, також зустрічаітся на північному заході Флориди.

## Історія відкриття
Вид був описан у 2007 році американськими арахнологами Джейсоном Бондом і Норманом Платником за кількома фіксованим особинам, зібраним у різні роки в штатах Алабама і Флорида. Первинне виділення виду на підставі особливостей будови статевого апарату в подальшому було підтверджено даними молекулярної біології. Поряд з деякими іншими видами роду, Myrmekiaphila neilyoungi входить до групи видів «fluviatilis». Дослідники назвали новий вид павука на честь відомого канадського музиканта Ніла Янга, за його громадську діяльність щодо захисту миру.